# Преводилац са грчког
„Преводилац са грчког” (енгл. The Adventure of the Greek Interpreter) је једна од 56 приповедака о Шерлоку Холмсу које је написао Артур Конан Дојл и десета је прича у Мемоарима Шерлока Холмса. Објављена је у британском часопису The Strand Magazine у септембру 1893. године, као и америчком часопису Harper's Weekly истог месеца. У овој причи се први пут појавио Шерлоков брат Мајкрофт. Дојл је ову приповетку сврстао на седамнаесто место на листи својих деветнаест омиљених прича о Шерлоку Холмсу.

## Радња
Током једне летње вечери, док се бави бесциљним разговором који је довео до теме наследних особина, доктор Вотсон сазнаје да је Шерлок Холмс далеко од тога да је јединствен у смислу своје моћи запажања и дедуктивног расуђивања, као и да има старијег брата чије вештине, или барем тако Холмс тврди, надмашују чак и његове. Као последица овога, Вотсон се упознаје са Диогеновим клубом и братом свог пријатеља, Мајкрофтом.
Мајкрофт, како Вотсон сазнаје, нема енергију свог млађег брата и као последица тога није у стању да искористи своје истакнуте вештине за детективски рад:
Да детективска уметност почиње и завршава се расуђивањем из фотеље, мој брат би био највећи криминални агент који је икада живео. Али он нема амбиције и енергије. Неће се чак ни потрудити да провери сопствено решење, и радије би допустио да сматрају да је погрешио него да се потруди да докаже да је у праву.
Упркос својој инерцији, старији Холмс је често давао тачан одговор на проблем који му је Шерлок донео. Овом приликом, међутим, Мајкрофт је тај који мора да консултује Шерлока. Наиме, господин Мелас, грчки преводилац и Мајкрофтов комшија, прича о прилично узнемирујућем искуству кроз које је недавно прошао.
Меласа је једне вечери позвао човек по имену Харолд Латимер да оде у кућу, наводно у Кенсингтону, као преводилац, због пословног питања. На путу до тамо у Латимеровој кочији, Мелас је приметио да су прозори залепљени тако да не може да види где се налази. Латимер је такође понео батину, положивши је поред себе као имплицирану претњу. Мелас је протестовао, рекавши да је то што је Латимер радио незаконито. Киднапер је одговорио да ће се надокнадити Меласу, али му је и запретио непрецизираном одмаздом ако се вечерашњи посао икада објави.
Отприлике два сата су се возили и коначно стигли до једне куће. Био је мрак, а Мелас је стекао општи утисак о великом имању тек када је избачен из кочије у кућу. Сама кућа је била слабо осветљена, али је Мелас приметио да је прилично велика. У просторији у коју су га одвели Латимер и још један, нервозан, церекајући господин — чије име је касније откривено да је Вилсон Кемп — Мелас је приметио чупави тепих, висок мермерни камин и јапански оклоп.
Још један човек је уведен у собу. Био је мршав и имао је повез који му је затварао уста. Мелас је тада био сигуран да ствари нису у реду. Мелас је био довољно лукав да примети да његови киднапери уопште не знају грчки, и искористио је то да сазна неке информације. Док су Латимер и његов пријатељ натерали Меласа да преведе захтеве да овај човек потпише неке папире, Мелас је додао своја кратка питања у дијалог. Тај човек не само да је Латимеру одговорио да никада неће потписати ове папире, већ је одговорио и Меласу да се зове Кратидес, да је у Лондону три недеље, да нема појма у којој се кући налази и да су га његови отмичари изгладњивали. Написао је све своје одговоре, неспособан да говори кроз повез.
Много би се могло закључити и из Кратидесових одговора Латимеру. Очигледно, Латимер је покушавао да примора Кратидеса да му препише имовину, а умешана је и жена. Латимер је упозорио Кратидеса да јој његова тврдоглавост неће помоћи.
Мелас би извукао целу причу из овог странца да сама жена није неочекивано упала, али је и тај догађај донео нове информације. Кратидеса је препознала као „Пола”, након чега је он успео да скине завој са уста и назвао ју је „Софи”. Обоје су се понашали као да ниједно није очекивало да ће видети оног другог.
Мелас је враћен у кочију на још једну бескрајну вожњу и остављен је далеко од свог дома. Стигао је до оближње железничке станице баш на време за последњи воз за Викторију. Сада је своју причу у Диогеновом клубу представио Мајкрофту, који је замолио свог брата Шерлока да је испита.
Већ је постављен оглас којим се јавност моли за информације. То даје резултат. Господин Давенпорт познаје дотичну жену и она тренутно живи у Бекенему. Шерлок и његов брат Мајкрофт, који су примили поруку од Давенпорта, одлучују да морају да оду у Бекенем да испитају све ово. Долази и Вотсон и они одлучују да поведу и инспектора Грегсона, као и Меласа у случају да треба да преведе. Међутим, они откривају да га је већ покупио нервозни, церекајући човек који је махао батином. Холмс зна да то значи невоље. Очигледно криминалци знају да их је Мелас издао.
Након што су неопходне правне процедуре за обезбеђивање налога за претрес завршене, група одлази у Бекенем само да би открила да је кућа, за коју се заиста испоставило да је онаква какву је Мелас описао, напуштена. Трагови показују да је потпуно напуњена кочија недавно напустила посед. Проваливши унутра, откривају Меласа и Кратидеса везане у затвореној просторији у којој је запаљен угљен да би их угушио: Мелас се опоравља захваљујући Вотсоновој благовременој интервенцији, али Кратидес је већ мртав.
Очигледно, Кратидес никада није потписао никакве папире. Испоставило се да су Софини пријатељи контактирали Кратидеса, који је био њен брат, у Грчкој да би га упозорили на лошу ситуацију са Латимером. Затим је дошао у Енглеску и завршио у Латимеровом заточеништву. Латимер је покушао да натера Кратидеса да претпише имовину своје сестре, али овај је то одбио.
Све што се икада поново чуло о Латимеру и Кемпу је вест из Мађарске која описује смрт „двојице Енглеза који су путовали са женом”. Званични извештај приписује њихову смрт тучи између њих двојице; међутим, Вотсон на крају напомиње да Холмс верује да се Софи осветила за злостављање Кратидеса и себе тако што је избола и Латимера и Кемпа.

## Историја објављивања
Ова приповетка је први пут објављена у британском часопису The Strand Magazine у септембру 1893, као и у америчком часопису Harper's Weekly 16. септембра исте године. Такође је објављен у америчком издању часописа The Strand Magazine у октобру 1893. године. Прича је објављена са осам илустрација Сиднеја Паџета часопису The Strand Magazine, и са две илустрације В. Х. Хајда у часопису Harper's Weekly. Уврштена је у Мемоаре Шерлока Холмса, који су објављени у децембру 1893. у Великој Британији и у фебруару 1894. у САД.

## Адаптације

### Филм и телевизија
Прича је адаптирана као кратки неми филм из 1922. године, који је био део серијала у коме је Еје Норвуд глумио Шерлока Холмса. Поред њега су глумили Хјуберт Вилис као Вотсон, Џ. Р. Тозер као Харолд Латимер и Роберт Валис као Вилсон Кемп.
Трећа епизода серије Авантуре Шерлока Холмса и др Вотсона заснована је на причи „Чарлс Огастус Милвертон”, али на почетку је приказан сусрет између јунака и Мајкрофта, при чему је сцена адаптирана из ове приче. Биљар којег анализирају кроз прозор испоставља се, њима непознатим, Милвертонов доушник и Моријартијев послушник.
Прича је адаптирана за телевизију 1985. као део серије Авантуре Шерлока Холмса, у којој су глумили Џереми Брет као Холмс, Дејвид Берк као др Вотсон и Чарлс Греј као Мајкрофт Холмс. Епизода је у великој мери верна оригиналној причи, али су направљене одређене измене; Конкретно, Кратидес је на крају приморан да потпише папире, а завршетак је измењен тако да се Холмс, Вотсон и Мајкрофт суоче са криминалцима у возу док покушавају да побегну у Грчку, током чега је Латимер убијен док је покушавао да побегне, а Кемп и Софи су приведени.
„Уметност у крви, Вотсонова. Може да поприми најчудније облике.” Шерлок Холмс појашњава др Џоан Вотсон у првој епизоди друге сезоне ТВ серије Елементарно, што се односи на тврдњу у причи, да „уметност у крви може да поприми најчудније облике”. „Уметност у крви”, двадесет трећа епизода друге сезоне серије Елементарно, која је добила име по алузији из ове приче, ажурира многе елементе оригиналне приче на савремену еру. У 24. епизоди, Шерлок описује Мајкрофта као човека који „нема амбиције и енергије” и „радије би допустио да сматрају да је погрешио него да се потруди да докаже да је у праву”, што се директно цитира у причи.
У епизоди серије Шерлок из 2012. „Скандал у Белгравији”, Вотсон је виђен како пише причу на свом блогу под називом „Преводилац са грчког”. У епизоди „Празан мртвачки ковчег” из 2014. године, Шерлок и његов брат Мајкрофт имају случајно такмичење око анализе одређене плетене капе, што је референца на дискусију у овој краткој причи о анализи човека којег виде на улици кроз прозор Диогеновог клуба. У специјалу из 2015. године, Одвратна невеста, господин Мелас се помиње како чека да види Мајкрофта након што је разговарао о случају са његовим братом и др Вотсоном.
У седмој епизоди луткарске телевизијске серије Шерлок Холмс, Шерман, ученица Битон школе која може да комуницира са животињама, је отета. Натерана је да преведе псећи језик како би пронашла кост неандерталца украдену из лабораторије и однесену од стране пса, али траг није пронађен. Холмс одлучује да реши случај уз помоћ свог старијег брата Мајкрофта и посећује га у Диогеновом клубу. Иако се Холмс удаљио од Мајкрофта, браћа и Вотсон откривају кост и сазнају да ју је украо Вилсон Кемп, али Мајкрофт покушава да заташка истину.

### Радио
Радио-адаптација ове приповетке, коју је драматизовала Едит Мејзер, емитована је 26. јануара 1931. у америчкој радио-серији Авантуре Шерлока Холмса, са Ричардом Гордоном у улози Шерлока Холмса и Лијем Ловелом као др Вотсоном.
Мејзерова је такође адаптирала причу као епизоду америчке радио-серије Нове авантуре Шерлока Холмса, са Бејзилом Ратбоном као Холмсом и Најџелом Брусом као Вотсоном, која је емитована 15. јануара 1940. године. Још једна епизода у истој серији која је адаптирана по овој причи емитована је у јулу 1943. године.
Мајкл Хардвик је адаптирао причу као радио-адаптацију која је емитована на BBC Light програму у априлу 1960, као део радио серије из 1952–1969. у којој су глумили Карлтон Хобс као Холмс и Норман Шели као Вотсон, са Џефријем Сигалом као Меласом и Мајклом Тарнером као инспектором Грегсоном.
„Преводилац са грчког” је драматизован за BBC Radio 4 током 1992. године од стране Герија Џоунса као део радио-серије из 1989–1998. у којој су глумили Клајв Мерисон као Холмс и Мајкл Вилијамс као Вотсон. Поред њих су се појавили Питер Поликарпу као Мелас и Гордон Рид као церекајући човек.
Прича је 2010. адаптирана као епизода Класичних авантура Шерлока Холмса, серијала у америчкој радио-емисији Imagination Theatre, у којој су се појавили Џон Патрик Лоури као Холмс и Лоренс Алберт као Вотсон.